# Demonax acutipennis
Demonax acutipennis är en skalbaggsart som beskrevs av Dauber 2006. Demonax acutipennis ingår i släktet Demonax och familjen långhorningar. Inga underarter finns listade i Catalogue of Life.